# Alina Levshin
Alina Levshin (ur. 10 września 1984 w Odessie, ZSRR, obecnie Ukraina) – niemiecka aktorka filmowa.
Znana m.in. z roli w serialu telewizyjnym Nasze matki, nasi ojcowie.

## Życiorys
W wieku 6 lat przeprowadziła się z rodzicami z ZSRR do Niemiec. W latach 2006–2010 uczęszczała do Szkoły Filmu i Telewizji „Konrad Wolf” w Poczdamie. Otrzymała niemiecką Nagrodę dla Najlepszej Aktorki Filmowej za rolę w Combat girls – Krew i honor w 2012 r.

## Filmografia[2][3]
- 2009: Rosa Roth – Irina
- 2010: Im Angesicht des Verbrechens – Jelena
- 2010: Kranheit der Jugend – Daisy
- 2011: Davon willst Du nichts wissen – Milla
- 2011: Combat girls. Krew i honor. – Marisa
- 2011: Schreie der Vergessenen – Marion Sipper
- 2013: Nasze matki. Nasi ojcowie. – Alina

## Nagrody
- 2010:  Deutscher Fernsehpreis
- 2011:  Förderpreis Deutscher Film
- 2012:  Deutscher Schauspielerpreis
- 2012:  Deutscher Filmpreis
- 2012: Bambi